# Oyon Marius Claude Amba
Oyon Marius Claude Amba (* 17. Februar 1987) ist ein kamerunischer Schachspieler.

## Leben
An der Universität Yaoundé II studierte er Wirtschaftswissenschaft mit einem Bachelor in Internationaler Ökonomie 2007, einem Master in Wirtschaftsmathematik 2008, einem Master of Science in Ökonometrie 2012 und ab 2014 folgender Promotion.

## Erfolge
Beim Zonenturnier 2014 in Yaoundé erhielt er für sein Ergebnis von 7,5 Punkten aus 9 Partien den Titel Internationaler Meister. Er belegte damit den zweiten Platz hinter dem Ghanaer Francis Eric Anquandah. Beim Ngola Master Classic in Yaoundé 2015 landete Amba ebenfalls auf dem zweiten Platz.
Für die Nationalmannschaft Kameruns nahm Amba an der Schacholympiade 2014 in Tromsø am Reservebrett teil und kam dort zu sechs Einsätzen. Bei der Schacholympiade 2022 in Chennai stand er erneut im Aufgebot seines Landes, diesmal am zweiten Brett.
Seine höchste Elo-Zahl betrug 1967, die er im Juni 2021 erreichte.